# CONCACAF-strandlabdarúgó-bajnokság
A CONCACAF-strandlabdarúgó-bajnokság (angolul: CONCACAF Beach Soccer Championship) egy a CONCACAF által kiírt nemzetközi strandlabdarúgó-torna, amit 2005 óta rendeznek meg az Észak- és Közép-amerikai, Karib-térség válogatottjai számára. A sorozat egyben selejtező is a strandlabdarúgó-világbajnokságra.
2005-ben és 2007-ben a CONCACAF a CONMEBOL-lal közösen rendezte a tornákat.

## Eredmények
| 2005 Részletek | Rio de Janeiro (Brazília)   | Brazília    | 5–2                   | Uruguay     | USA         | 4–2                   | Argentína  |
| 2006 Részletek | Puntarenas (Costa Rica)     | USA         | Egycsoportos rendszer | Kanada      | Costa Rica  | Egycsoportos rendszer | Mexikó     |
| 2007 Részletek | Acapulco (Mexikó)           | USA         | 4–3                   | Uruguay     | Argentína   | 6–5                   | Mexikó     |
| 2008 Részletek | Puerto Vallarta (Mexikó)    | Mexikó      | Egycsoportos rendszer | El Salvador | USA         | Egycsoportos rendszer | Costa Rica |
| 2009 Részletek | Puerto Vallarta (Mexikó)    | El Salvador | 6–3                   | Costa Rica  | Mexikó      | 5–4                   | USA        |
| 2011 Részletek | Puerto Vallarta (Mexikó)    | Mexikó      | 5–3                   | El Salvador | USA         | 7–5                   | Costa Rica |
| 2013 Részletek | Nassau (Bahama-szigetek)    | USA         | 5–4 (h.u.)            | El Salvador | Mexikó      | 8–7                   | Costa Rica |
| 2015 Részletek | Costa del Sol (El Salvador) | Mexikó      | 4–0                   | Costa Rica  | El Salvador | 5–2                   | USA        |

### Ranglista
| # | Ország      | 1. | Évek             | 2. hely | 3. hely | 4. hely |
| - | ----------- | -- | ---------------- | ------- | ------- | ------- |
| 1 | Mexikó      | 3  | 2008, 2011, 2015 |         | 2       | 1       |
| 2 | USA         | 2  | 2006, 2013       |         | 2       | 2       |
| 3 | El Salvador | 1  | 2009             | 3       | 1       |         |
| 4 | Costa Rica  |    |                  | 2       | 1       | 3       |
| 5 | Kanada      |    |                  | 1       |         |         |